# Idol Okkake
Grupo de fanes japoneses seguidores de artistas japonesas Idol, se originaron en los años 1970 y siguen en la actualidad bajo el nombre de Wotas. Se han caracterizado por acudir a los programas de TV, conciertos y presentaciones públicas de las Idols y realizar gritos de apoyo, aplausos y movimientos en coreografías coordinadas que se les ha dado el nombre de Wotagei.